# Windsor (Pensilvania)
Windsor es un borough ubicado en el condado de York en el estado estadounidense de Pensilvania. En el año 2000 tenía una población de 1.331 habitantes y una densidad poblacional de 1,033.3 personas por km².

## Geografía
Windsor se encuentra ubicado en las coordenadas 39°54′56″N 76°34′59″O / 39.91556, -76.58306.

## Demografía
Según la Oficina del Censo en 2000 los ingresos medios por hogar en la localidad eran de $37,000 y los ingresos medios por familia eran $40,057. Los hombres tenían unos ingresos medios de $30,492 frente a los $20,912 para las mujeres. La renta per cápita para la localidad era de $15,808. Alrededor del 7.8% de la población estaba por debajo del umbral de pobreza.